# Разкюэйе
Разкюэйе́ (фр. Razecueillé, окс. Reculhèr) — коммуна во Франции, находится в регионе Юг — Пиренеи. Департамент — Верхняя Гаронна. Входит в состав кантона Аспе. Округ коммуны — Сен-Годенс.
Код INSEE коммуны — 31447.

## География

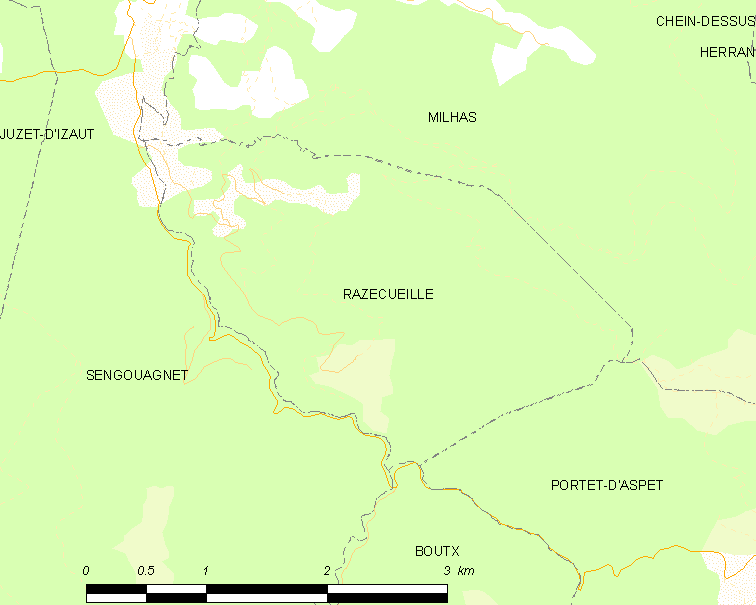
Карта коммуны

Коммуна расположена приблизительно в 670 км к югу от Парижа, в 90 км к юго-западу от Тулузы.
По территории коммуны протекает река Жер. Большую часть территории коммуны занимают леса.

## Климат
Климат умеренно-океанический. Зима мягкая и снежная, весна характеризуется сильными дождями и грозами, лето сухое и жаркое, осень солнечная. Преобладают сильные юго-восточные и северо-западные ветры.

## Население
Население коммуны на 2010 год составляло 34 человека.
| 1962 | 1968 | 1975 | 1982 | 1990 | 1999 | 2010 |
| ---- | ---- | ---- | ---- | ---- | ---- | ---- |
| 85   | 69   | 66   | 64   | 36   | 37   | 34   |

## Администрация
| Период | Период | Фамилия           | Партия | Примечания |
| ------ | ------ | ----------------- | ------ | ---------- |
| 1989   | 2014   | Мари-Тереза Сезар |        |            |
| 2014   | 2020   | Жан-Клод Кро      |        |            |

## Экономика
В 2010 году среди 17 человек трудоспособного возраста (15—64 лет) 13 были экономически активными, 4 — неактивными (показатель активности — 76,5 %, в 1999 году было 66,7 %). Из 13 активных жителей работали 11 человек (6 мужчин и 5 женщин), безработных было 2 (1 мужчина и 1 женщина). Среди 4 неактивных 0 человек были учениками или студентами, 3 — пенсионерами, 1 был неактивным по другим причинам.

## Достопримечательности
- Церковь Св. Архангела Михаила
- Часовня Св. Анны